# Селище (Звенигородський район)
Се́лище — село в Україні, центр Селищенської сільської громади Звенигородського району Черкаської області. У селі мешкає 1576 людей. Населення на 1990 — 2111 чоловік. Вперше згадується в описі Канівського замку як Селище Цареве у 1552 році. Діє збудований 1847 року цукровий завод.

## Географія
Селом протікає річка Соковиця.

## Відомі люди
- У селі народився Руденко Михайло Климович (*1 вересня 1898 — †25 лютого 1980) — Герой Радянського Союзу[1]/
- Невідничий Микола Юхимович (20 лютого 1946, Селище — 30 жовтня 2019) — артист української естради та кіно, гуморист, заслужений артист України.

## Пам'ятки
- Романове — заповідне урочище місцевого значення.